# Demons & Wizards (álbum)
Demons & Wizards es el cuarto álbum de la banda británica de rock Uriah Heep, lanzado en 1972 por Bronze Records.

## Detalles
Las canciones "Easy Livin'" y "The Wizard" fueron lanzadas como singles en el Reino Unido y Estados Unidos, así como en otros muchos países, "The Wizard" fue el primer tema de Uriah Heep que tuvo un vídeo musical, mientras que "Easy Livin'" fue el máximo hit single del grupo en EE. UU., llegando al puesto #39 del Billboard Hot 100.
La portada fue diseñada por el artista gráfico Roger Dean, conocido por su trabajo con Yes y Osibisa, este álbum vendió unos 3 millones de copias mundialmente, y está considerado por la crítica y el público como uno de sus mejores discos.
Este es el primer trabajo de Uriah Heep presentando al bajista neozelandés Gary Thain, y al batería Lee Kerslake, conformando así su alineación clásica de los años 70, junto a Mick Box, David Byron y Ken Hensley.

## Lista de temas
1. "The Wizard" (Clarke/Hensley) – 2:59
2. "Traveller in Time" (Box/Byron/Kerslake) – 3:25
3. "Easy Livin'" (Hensley) – 2:37
4. "Poet's Justice" (Box/Hensley/Kerslake) – 4:15
5. "Circle of Hands" (Hensley) –	6:25
6. "Rainbow Demon" (Hensley) – 4:25
7. "All My Life" (Box/Byron/Kerslake) – 2:44
8. "Paradise/The Spell" (Hensley) – 12:42

## Personal
- David Byron – Voz líder
- Ken Hensley – Guitarra, voz, teclado, percusión
- Mick Box – Guitarra líder
- Gary Thain – Bajo
- Lee Kerslake – Batería, percusión, voz
- Mark Clarke – Bajo, voz en "The Wizard"

## Listas
- Noruega #05
- Australia #14
- Reino Unido #20
- EE. UU. #23